# Caria smaragdina
Caria smaragdina är en fjärilsart som beskrevs av Frederick DuCane Godman 1903. Caria smaragdina ingår i släktet Caria och familjen Riodinidae. Inga underarter finns listade i Catalogue of Life.